# Гальперін Юхим Михайлович
Гальперін Юхим Михайлович  (нар. 30 серпня 1946) — продюсер, режисер, сценарист кіно і телебачення, журналіст, письменник.

## Життєпис
Народився в м. Дніпропетровську.
Закінчив Дніпропетровський гірничий інститут ім. Артема за спеціальністю інженер-машинобудівник.
Потім Державний інститут театрального мистецтва ім. Карпенка-Карого. Спеціальність — режисер кіно.
Працював на студії ім. Довженка (Київ), Свердловській кіностудії (Єкатеринбург), Студії імені Горького (Москва).
З 1983—1987 автор сюжетів і режисер дитячого сатиричного кіножурналу «Єралаш».
Художній фільм «Будинок з привидами», де він був режисером, у 1988 році отримав Гран-прі Міжнародного фестивалю фільмів для дітей(Аргентина), та призи фестивалів в Румунії і Німеччині.
З 1992 року живе в США. Ведучий і продюсер етнічного телевізійного каналу WMNB(США), журналіст.